# Ashley Williams (calciatore 2000)
Ashley Williams (Monrovia, 30 ottobre 2000) è un calciatore liberiano, portiere del LISCR.

## Carriera

### Club
Dopo aver giocato per tre anni nella prima divisione liberiana trascorre la stagione 2020-2021 in prestito alla Linense, club della terza divisione spagnola, con il quale subisce 5 reti nell'unica partita stagionale giocata in campionato (disputando in aggiunta anche 3 partite con la squadra riserve del club bianconero); torna poi a giocare in patria, sempre in prima divisione.

### Nazionale
Tra il 2018 ed il 2023 ha giocato complessivamente 17 partite con la maglia della nazionale liberiana.